# Geographia

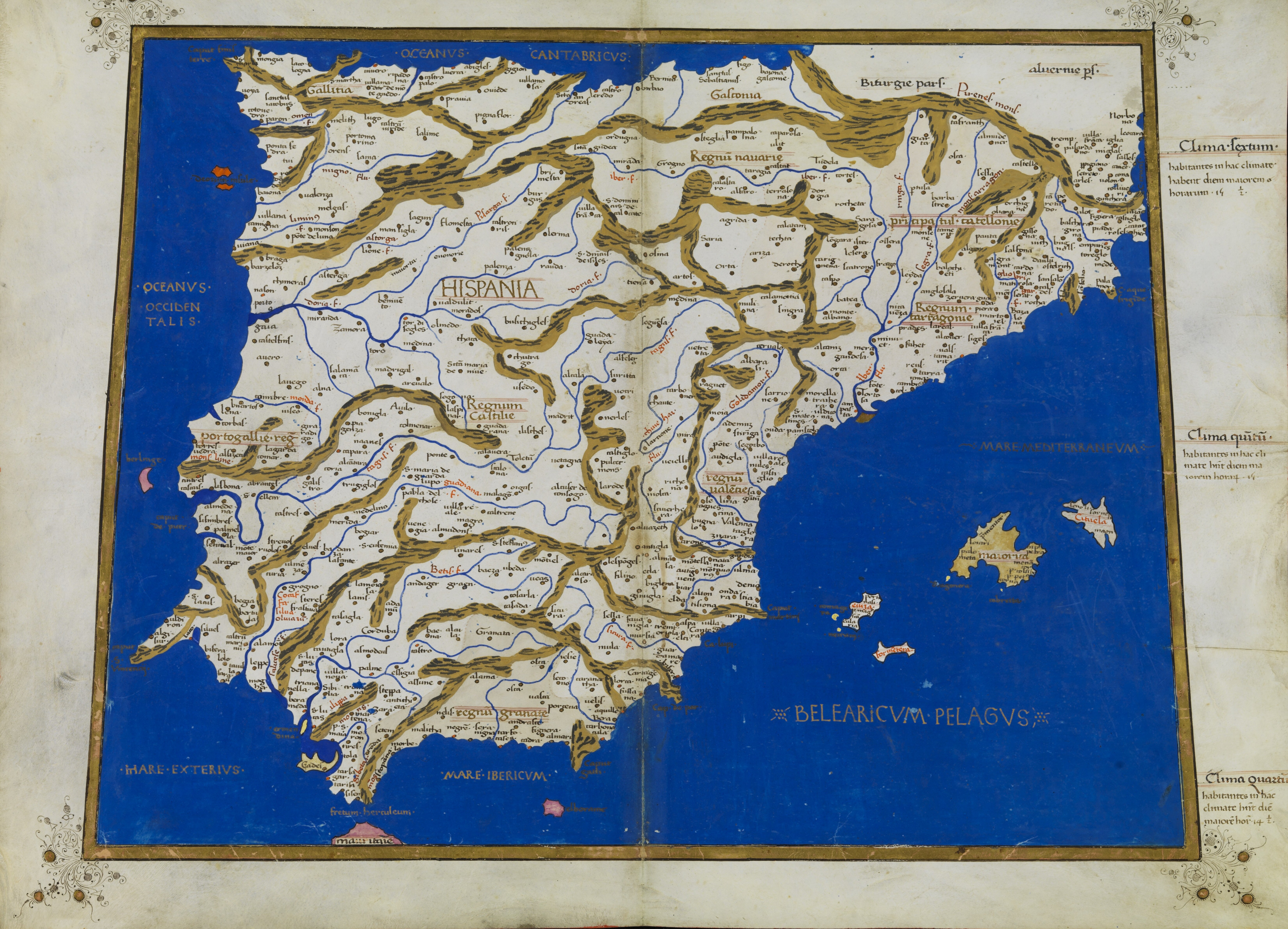
Mapa d'Espanya i Portugal de la Geographia de Claudi Ptolemeu.

La Geographia, també coneguda com a Atles del Món, és una obra de Claudi Ptolemeu, geògraf grec del segle ii. Consta de tres parts, dividides en vuit llibres.
La primera part (el primer llibre) és introductòria, establint la seva metodologia per realitzar treballs cartogràfics i projeccions. A la segona part, del segon a setè llibre, cataloga aproximadament 5.000 llocs de l'ecumene o món conegut. Mentre que les latituds són bastant exactes, Ptolemeu comet errors en la longitud, ja que utilitza unes dimensions del globus terrestre inferiors a les reals, basant-se en les estimacions de Posidoni i Marí de Tir en comptes de les del seu mestre Eratòstenes, molt més properes a la realitat. A l'última part, que es correspon amb l'últim llibre, aporta 27 mapes del món conegut.

## Mapes
Malgrat que mai no es van trobar mapes confeccionats pel geògraf grec, la Geographia conté milers de referències a diferents parts del vell món i fins i tot coordenades de gran quantitat de poblacions. Aquest fet va permetre, quan el manuscrit va ser redescobert als voltants de l'any 1300, que els cartògrafs reconstruïssin la visió del món de Ptolemeu, a partir de les coordenades de les ciutats, unint amb una línia, les ciutats costaneres.
El mapa diferencia dos grans mars tancats: el primer és el mar Mediterrani i el segon és l'oceà Índic (Indicum Pelagus), que s'estén fins al mar de la Xina (Magnus Sinus), a l'est. Els principals llocs geogràfics són Europa, Orient Mitjà, Índia, i una Sri Lanka (Taprobane) massa gran, així com la península del Sud-est Asiàtic (Aurea Chersonesus o «península daurada»), i la Xina (Sinae).

## Reconstruccions
L'historiador danès Gudmund Schütte va intentar reconstruir la secció corresponent a Dinamarca del mapamundi de Ptolemeu. Aquest treball derivat inclou els noms de diversos llocs i tribus que poden traduir-se als seus equivalents contemporanis. El tret més destacat del mapa és Jutlàndia, situada al nord del riu Albis Trêva, a l'oest del Saxonôn Nesôi (arxipèlag) i a l'est del Skandiai Nêsoi, que al seu torn es troba a l'oest d'una gran illa, Skandia. Al nord de Jutlandia es troba un tercer arxipèlag: Alokiai Nêsoi. Al sud del Albis es troben assentats els Lakkobardoi i, al nord, els Saxons. La costa occidental de Jutlandia alberga als Sigulônes, els Sabaliggio, els Kobandoi, els Eundusioi i els Kimbroi (possiblement, els cimbros). L'àrea central i oriental està ocupada pels Kimbrikê (possiblement els cimbros), els Chersonêsos, i els Carudes.